# 南向村
南向村（みなかたむら）は、長野県上伊那郡にあった村。現在の中川村のうち天竜川以東にあたる。

## 地理
- 山：陣馬形山、大嶺山
- 河川：天竜川、小渋川

## 歴史
- 1889年（明治22年）4月1日 - 町村制の施行により、大草村・葛島村・四徳村の区域をもって発足。
- 1949年（昭和24年）4月1日 - 大字大草の一部（日曽利）が飯島村（現・飯島町）に編入。
- 1958年（昭和38年）8月1日 - 片桐村と合併して中川村が発足。同日南向村廃止。

## 出身・ゆかりのある人物
- 大工原銀太郎（農学者） - 九州帝国大学総長。同志社大学総長。
- 宮崎学（写真家）- 自然界の報道写真家。